# Lhamo Latso
Lhamo Latso is een ovaal meer in Tibet dat door Tibetaanse boeddhisten wordt gezien als een heilig meer waar zich visioenen openbaren, zoals aanwijzingen waar de gereïncarneerde dalai lama gezocht moet worden. Het meer wordt ook door andere pelgrims in Tibet bezocht. Het meer staat ook bekend als het meer met de levensgeest van de godin Pälden Lhamo, de belangrijkste beschermgodin van Tibet.

## Geografie
Het meer ligt in het arrondissement Gyatsa in de prefectuur Lhokha (Shannan) ten zuidoosten van de hoofdstad Lhasa. Het meer ligt op een hoogte van 5300 meter en heeft een oppervlakte van twee vierkante kilometer.

## Orakelmeer

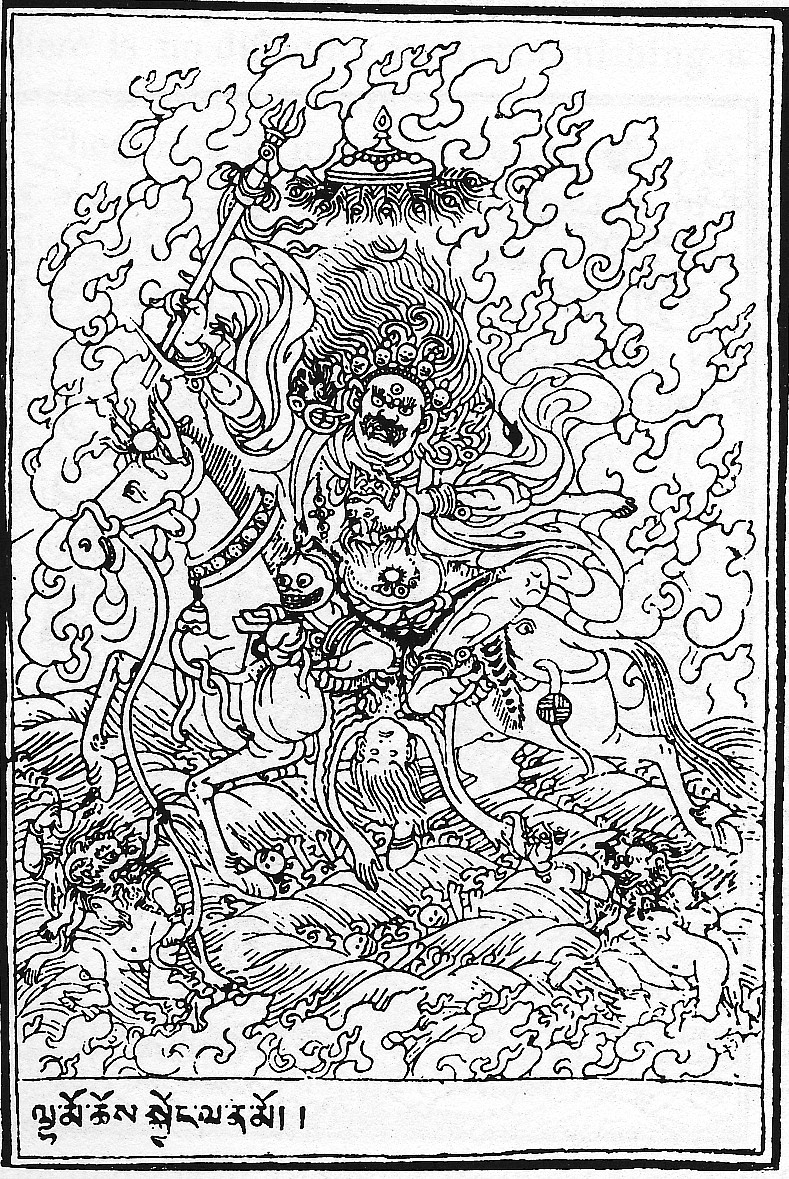
Godin Pälden Lhamo

Pälden Lhamo is de beschermgodin van Tibet en van het meer Lhamo Latso. Van haar wordt gezegd dat ze de reïncarnatielijn van de dalai lama's beschermt.
Het was dit meer waar de regent van Tibet, de Reting rinpoche, in 1935 het visioen kreeg van de drie Tibetaanse letters Ah, Kah en Mah. Verder zag hij een kronkelweg die naar een vreemdsoortige boerderij liep en een tempel van twee verdiepingen en een gouden dak.
De aanwijzingen van de visioenen leidden uiteindelijk naar de ontdekking van de veertiende dalai lama Tenzin Gyatso in Taktser. Hij omschreef het meer later als volgt:
Lhamo Latso is een stralende azuren juweel dat is ingezet in een ring van grijze bergen. De verheffing en de omliggende bergpieken tezamen geven het een hoogst veranderlijk klimaat. Het continue voorbijtrekken van wolken en wind schept een onafgebroken patroon op de oppervlakte van het water. Aan dat oppervlak verschijnen visioenen voor diegenen die ernaar zoeken.— De veertiende dalai lama Tenzin Gyatso

## Pelgrimage
Het meer ligt op ongeveer vier uur afstand van het klooster Chokorgyel. Van het klooster naar het meer was speciaal een pad verhard, zodat het beter begaanbaar was voor de oudere monniken die het wilden bezoeken. Halverwege was er een vijver in de vorm van een diamant die bekendstaat als het Yoni-meer. Op een klif in de buurt van de top van de pas was een rituele shökde of troon gebouwd voor de dalai lama, waar hij later ook heeft gezeten om de toekomst te overdenken. Hierop kon hij uitkijken over het meer dat zo'n 150 meter lager lag.
Jaarlijks komen er pelgrims naar het meer. Ze geloven dat met de juiste devotie, en na een vastentijd van drie dagen waarin er niet mag worden gepraat, ze zullen worden beloond met een verhulling van hun toekomst in het meer.
Aan het oostelijke eind van het meer stond een tempel voor Maksorma (rGyal mo dMag zor ma) of Machik Pelha Shiwai Nyamchen (Ma gcig dPal lh Zhi ba'i nyams can) dat een vredevolle voorstelling was van Pälden Lhamo. In later tijd was deze plek behangen met gebedsvlaggen. Om het meer heen loopt een kora, ofwel een pelgrimspad.